# Press (Serbia)
Press – serbski dziennik. Należał do gazet typu tabloid. Był wydawany w latach 2005–2012.